# Gornje Goračiće
Gornje Goračiće (cyr. Горње Горачиће) – wieś w Serbii, w okręgu zlatiborskim, w gminie Prijepolje. W 2011 roku liczyła 30 mieszkańców.